# 魔法先生ネギま! 声のクラスメイトシリーズ
『魔法先生ネギま! 声のクラスメイトシリーズ』（まほうせんせいネギま! こえのクラスメイトシリーズ）は、赤松健の漫画『魔法先生ネギま!』を原作とする同名テレビアニメのキャラクターソングシリーズ。2004年、スターチャイルドより12ヶ月連続でリリースされた。
初回特典として、赤松健イラストのオリジナル魔法カードが封入されている。

## 4月：神楽坂明日菜
概要
- キャッチコピー：きっとあなたは彼女に恋をする。
- 声・歌：神楽坂明日菜（神田朱未）
- 初回特典：神楽坂明日菜版オリジナルパクティオーカード
- 2007年3月3日開催のライブイベント「Princess Festival」に並んだ先頭100人に調査した好きな歌ランキングでは18位を獲得した。

収録内容
1. Asuna's Voice
2. いつだって Love & Dream
作詞：横山武 / 作曲・編曲：大久保薫
3. いつだって Love & Dream（Remix ver.）
編曲：米光亮
4. いつだって Love & Dream（Instrumental ver.）
5. 神楽坂明日菜ミニドラマ「自分でなんとかするわよっ！」
6. キャストフリートーク

## 5月：近衛木乃香
概要
- キャッチコピー：今日は、ウチと一緒にまったりしような♥
- 声・歌：近衛木乃香（野中藍）
- 初回特典 ：近衛木乃香版オリジナルパクティオーカード
- ライブではサビの部分で野中が『はんなり』というと観客が繰り返すのがお決まりとなっている。これは2003年12月23日のイベント「麻帆良学園中等部2-A入学式」で野中が初披露したとき、観客が言い出したのがきっかけである。
- 2007年3月3日の「Princess Festival」に並んだ先頭100人に調査した好きな歌ランキングでは6位

収録内容
1. Konoka's Voice
2. にちようび
作詞：くまのきよみ / 作曲・編曲：牧野信博
3. にちようび（Remix ver.）
編曲：五島翔
4. にちようび (Instrumental ver.)
5. 近衛木乃香ミニドラマ「ある日の朝」
出演：野中藍、神田朱未
6. キャストフリートーク

## 6月：図書館探検部
概要
- キャッチコピー：「ワタシ」という迷宮へようこそ。
- 声・歌：綾瀬夕映（桑谷夏子）、早乙女ハルナ（石毛佐和）、宮崎のどか（能登麻美子）
- 初回特典：宮崎のどか版オリジナルパクティオーカード
- 2004年4月5日にオリコンチャート史上初となる声優の歌う架空のキャラクター名義のイメージソングによるベスト10入りを達成。
- 2007年3月3日の「Princess Festival」に並んだ先頭100人に調査した好きな歌ランキングでは18位

収録内容
1. Toshokan-Tankenbu's Voice
2. Invitation〜図書館へいらっしゃい〜
作詞：くまのきよみ／作曲・編曲：鶴由雄
3. Invitation〜図書館へいらっしゃい〜（Remix ver.）
編曲：藤田宜久
4. Invitation〜図書館へいらっしゃい〜（Instrumental ver.）
5. 図書館探検部ミニドラマ「ライブラリー・エクスプローラー」
出演：桑谷夏子、石毛佐和、能登麻美子
6. キャストフリートーク

## 7月：まほらチアリーディング
概要
- キャッチコピー：応援するのよっ！ゴー！ゴー！レッツゴー！レッツゴー！
- 声・歌：柿崎美砂（伊藤静）、釘宮円（出口茉美）、椎名桜子（大前茜）
- 初回特典：椎名桜子版オリジナルパクティオーカード

収録内容
1. MAHORA Cheer Leading's Voice
2. ポンポン両手にあればWin
作詞 - 斉藤謙策／作曲 - 渡邉美佳／編曲 - 渡邉美佳、久保幹一郎
3. ポンポン両手にあればWin（Remix ver.）
編曲 - ジャック・伝ヨール
4. ポンポン両手にあればWin（Instrumental ver.）
5. まほらチアリーディングミニドラマ「失われた衣装を追え！！」
出演：伊藤静、出口茉美、大前茜
6. キャストフリートーク

## 8月：長谷川千雨
概要
- キャッチコピー：愛されるということはこーゆーことよ♥
- 声・歌：長谷川千雨＆ちう（志村由美）
- 初回特典：長谷川千雨版オリジナルパクティオーカード

収録内容
1. Chisame's Voice
2. スキになってもe-よ
作詞：くまのきよみ／作曲：宮島律子／編曲：大久保薫
3. スキになってもe-よ（Remix ver.）
編曲：渡部チェル
4. スキになってもe-よ（Instrumental ver.）
5. 長谷川千雨ミニドラマ「task error panic!」
  - 出演：志村由美、大前茜
6. キャストフリートーク

## 9月：運動部仲良し4人組
概要
- キャッチコピー：わたしたちと、いい汗流そっ！
- 声・歌：明石裕奈（木村まどか）、大河内アキラ（山本杏美）、佐々木まき絵（堀江由衣）、和泉亜子（山川琴美）
- 初回特典：佐々木まき絵版オリジナルパクティオーカード

収録内容
1. Yuna, Akira, Makie & Ako's Voice
2. GLOW WILD
作詞：井上銀河／作曲・編曲：河合英嗣
3. GLOW WILD（Remix ver.）
編曲：磯金俊一
4. GLOW WILD（Instrumental ver.）
5. 運動部仲良し4人組ミニドラマ「大激闘スマッシュピンポン！！」
  - 出演：木村まどか、山川琴美、山本杏美、堀江由衣
6. キャストフリートーク

## 10月：科学と肉まん
概要
- キャッチコピー：科学+肉まん÷2－A≧√恋
- 声・歌：超鈴音（大沢千秋）、葉加瀬聡美（門脇舞）、四葉五月（井ノ上ナオミ）
- 初回特典：葉加瀬聡美版オリジナルパクティオーカード

収録内容
1. Kagaku and Nikuman's Voice
2. 恋の面積
作詞：斉藤謙策／作曲：高井ウララ／編曲：堀隆
3. 恋の面積（Remix ver.）
編曲：五島翔
4. 恋の面積（Instrumental ver.）
5. 科学と肉まんミニドラマ「アンドロイドは肉まんの夢を見るか」
  - 出演：大沢千秋、門脇舞、井ノ上ナオミ
6. キャストフリートーク

## 11月：武道四天王
概要
- キャッチコピー：静かなる想い、行け、あなたに。
- 声・歌：古菲（田中葉月）、桜咲刹那（小林ゆう）、龍宮真名（佐久間未帆）、長瀬楓（白石涼子）
- 初回特典：桜咲刹那版オリジナルパクティオーカード
- 2007年3月3日の「Princess Festival」に並んだ先頭100人に調査した好きな歌ランキングでは18位。

収録内容
1. The big four of martial arts's Voices
2. KIZUNA
作詞：横山武／作曲：A-bee／編曲：藤田宜久
3. KIZUNA（Remix ver.）
編曲：A-bee
4. KIZUNA（Instrumental ver.）
5. 武道四天王ミニドラマ「麻帆良の森は熱く燃えているか！？」
  - 出演：田中葉月、小林ゆう、佐久間未帆、白石涼子
6. キャストフリートーク

## 12月：雪広あやか
概要
- キャッチコピー：わたくしが、心をこめて歌います♥
- 声・歌：雪広あやか（皆川純子）
- 初回特典：雪広あやか版オリジナルパクティオーカード
- 2007年3月3日の「Princess Festival」に並んだ先頭100人に調査した好きな歌ランキングでは18位。

収録内容
1. Ayaka's Voice
2. 雨あがりの天使
作詞：工藤順子／作曲：木根尚登／編曲：前嶋康明
3. 雨あがりの天使（Remix ver.）
編曲：伊東大和
4. 雨あがりの天使（Instrumental ver.）
5. 雪広あやかミニドラマ「Step in lonely」
  - 出演：皆川純子、小林ゆう
6. キャストフリートーク

## 1月：闇の福音&ドール
概要
- キャッチコピー：貴様、今日という日を待ちわびていたぞ…。
- 声・歌：相坂さよ（白鳥由里）、絡繰茶々丸（渡辺明乃）、Evangeline.A.K.McDowell（松岡由貴）
- 初回特典：エヴァンジェリン版オリジナルパクティオーカード
- 2007年3月3日の「Princess Festival」に並んだ先頭100人に調査した好きな歌ランキングでは11位。

収録内容
1. Dark Evangel and the doll's Voices
2. Maze of the dark
作詞：佐藤こづえ／作曲・編曲：井上日徳
3. Maze of the dark（Remix ver.）
編曲 ：西村麻聡
4. Maze of the dark（Instrumental ver.）
5. 闇の福音&ドールミニドラマ「Slave to the night」
  - 出演：白鳥由里、渡辺明乃、松岡由貴
6. キャストフリートーク

## 2月：いたずら3人組
概要
- キャッチコピー：コドモ扱いしちゃヤケドするよっ！
- 声・歌：春日美空（板東愛）、鳴滝風香（こやまきみこ）、鳴滝史伽（狩野茉莉）
- 初回特典：鳴滝風香・史伽版オリジナルパクティオーカード

収録内容
1. Trick trio's voices
2. It's My Life
作詞：うらん／作曲：kazumy／編曲：堀隆
3. It's My Life（Remix ver.）
編曲：beatica
4. It's My Life（Instrumental ver.）
5. いたずら3人組ミニドラマ「真冬の対決！茶々丸 VS いたずら3人組！」
  - 出演：板東愛、こやまきみこ、狩野茉莉
6. キャストフリートーク

## 3月：文化部4人組
概要
- キャッチコピー：二人で見た、あの空、あの色…覚えてる？
- 声・歌：朝倉和美（笹川亜矢奈）、那波千鶴（小林美佐）、村上夏美（相沢舞）、Zazie Rainyday（猪口有佳）
- 初回特典：朝倉和美版オリジナルパクティオーカード

収録内容
1. Kazumi, Chizuru, Natsumi and Zazie's Voices
2. Girls, be ambitious〜シンデレラになろうよ〜
作詞：渡邉美佳／作曲：伊東大和／編曲 ：河合英嗣・伊東大和
3. Girls, be ambitious〜シンデレラになろうよ〜（Remix ver.）
編曲：石黒智寛
4. Girls, be ambitious〜シンデレラになろうよ〜（Instrumental ver.）
5. 文化部4人組ミニドラマ「走れ！スクープ最前線！」
  - 出演：笹川亜矢奈、小林美佐、相沢舞、猪口有佳
6. キャストフリートーク

### ユニットメンバー
1. 1 2  綾瀬夕映（桑谷夏子）、早乙女ハルナ（石毛佐和）、宮崎のどか（能登麻美子）
2. 1 2  柿崎美砂（伊藤静）、釘宮円（出口茉美）、椎名桜子（大前茜）
3. 1 2  明石裕奈（木村まどか）、大河内アキラ（山本杏美）、佐々木まき絵（堀江由衣）、和泉亜子（山川琴美）
4. 1 2  超鈴音（大沢千秋）、葉加瀬聡美（門脇舞）、四葉五月（井ノ上ナオミ）
5. 1 2  古菲（田中葉月）、桜咲刹那（小林ゆう）、龍宮真名（佐久間未帆）、長瀬楓（白石涼子）
6. 1 2  相坂さよ（白鳥由里）、絡繰茶々丸（渡辺明乃）、エヴァンジェリン・A・K・マクダウェル（松岡由貴）
7. 1 2  春日美空（板東愛）、鳴滝風香（こやまきみこ）、鳴滝史伽（狩野茉莉）
8. 1 2  朝倉和美（笹川亜矢奈）、那波千鶴（小林美佐）、村上夏美（相沢舞）、ザジ・レイニーデイ（猪口有佳）